# Zatanna
Zatanna Zatara là nhân vật siêu anh hùng hư cấu xuất hiện trong sách truyện tranh của Mỹ, xuất bản bởi DC Comics. Nhân vật được tạo ra bởi Gardner Fox và Murphy Anderson, lần đầu tiên xuất hiện trong Hawkman #4 (Tháng 11 năm 1964).
Cô tên đầy đủ là Zatanna Zatara, là con gái của nhà ảo thuật Giovanni "John" Zatara. Nguồn sức mạnh phép thuật của cô có từ từ gen di truyền của cha mình, cũng như là hậu nhân của Homo magi, một chủng tộc sử dụng ma thuật từ xa xưa.